# Krasnabiel
Krasnabiel (biał. Краснабель; ros. Краснобель, Krasnobiel) – wieś na Białorusi, w obwodzie witebskim, w rejonie orszańskim, w sielsowiecie Arechausk.

## Warunki naturalne
Wieś położona jest przy dużym kompleksie lasów i mokradeł. Od wschodu graniczy z Asintorfskim Rezerwatem Hydrologicznym.